# Langgarter Tor

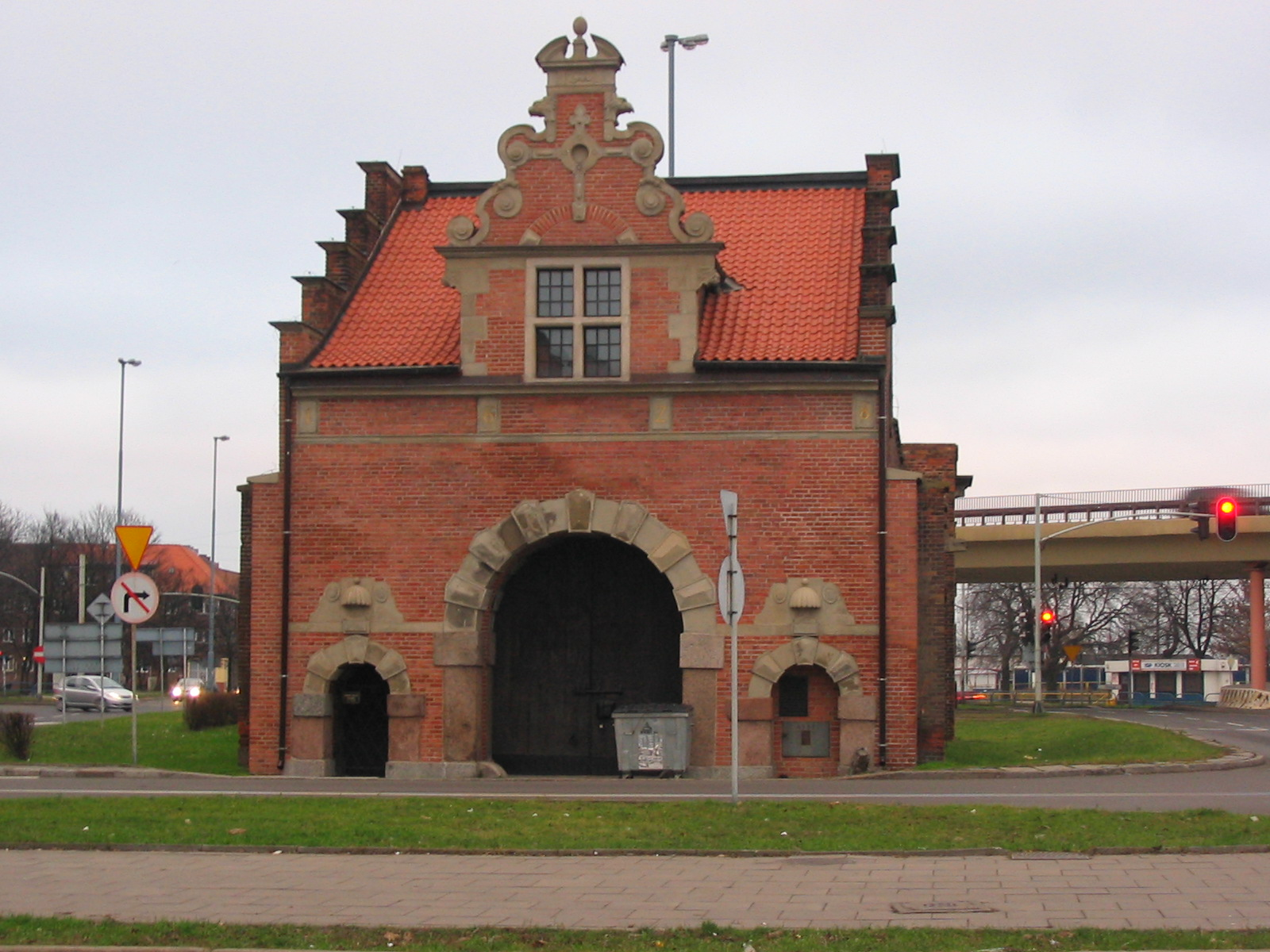
La porte Langgart

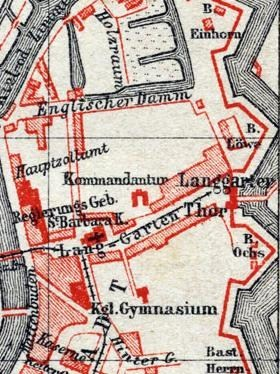
Emplacement du Langgarter Tor sur un plan de la ville de 1885

La Langgarter Tor ou Porte Zulawska (en polonais Brama Żuławska) est une porte de ville de Gdansk construite à Dantzig en 1628 par Hans Strackwitz .

## Histoire et architecture
La porte était située entre les bastions du Lion et du bœuf et constituait un élément important des fortifications de Gdańsk. Ces fortifications ne furent abattues qu'à la fin du XIXe siècle.
Le bâtiment a été construit en briques apparentes avec une charpente en grès. À côté du passage principal du milieu, il y a deux petits passages sur les côtés. Au-dessus des passages se trouvent des médaillons en pierre avec des têtes de commandants romains.
Les salles de la porte sont utilisées par les musées de Gdańsk à des fins de stockage.

## Galerie

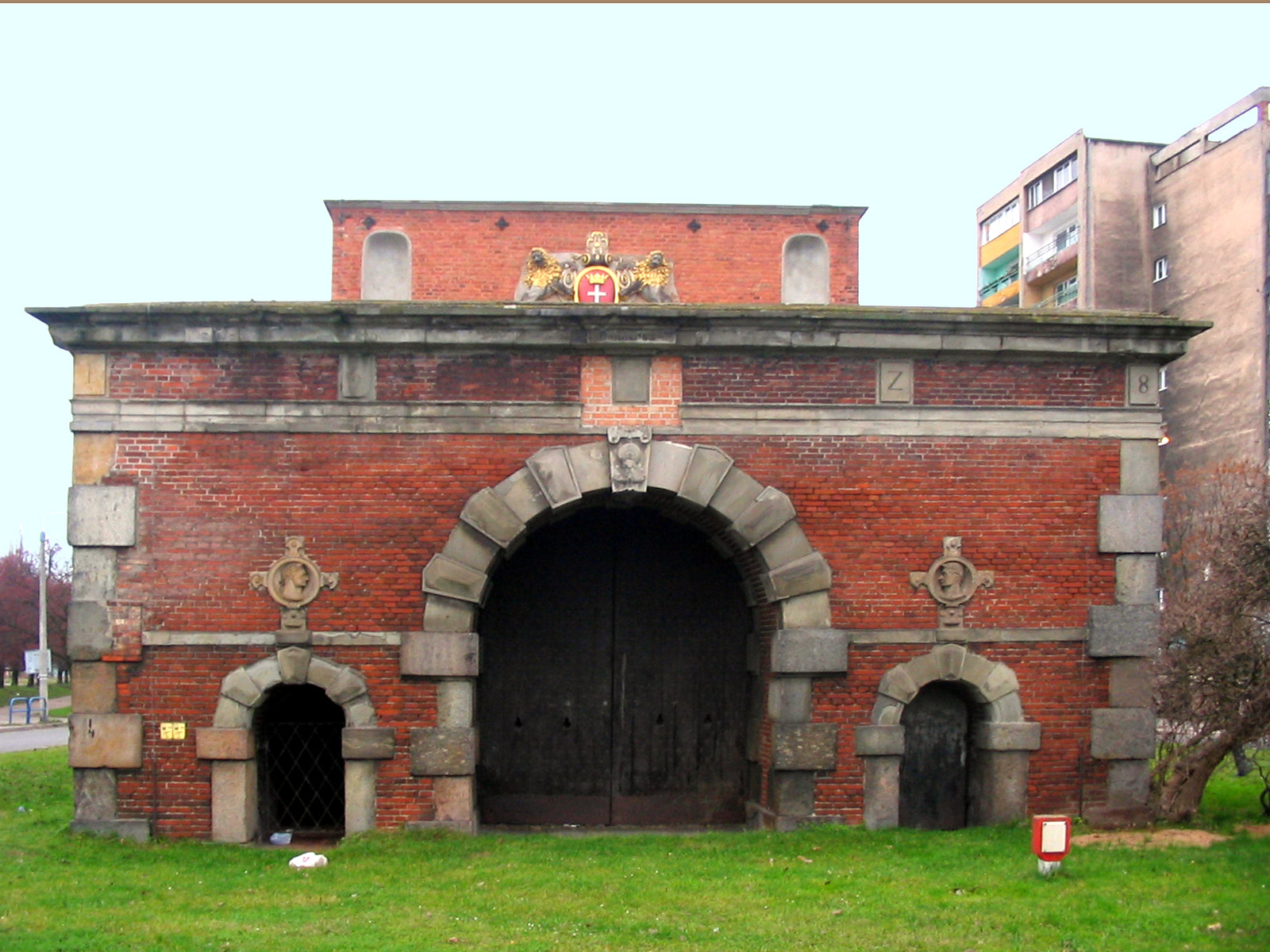
côté est
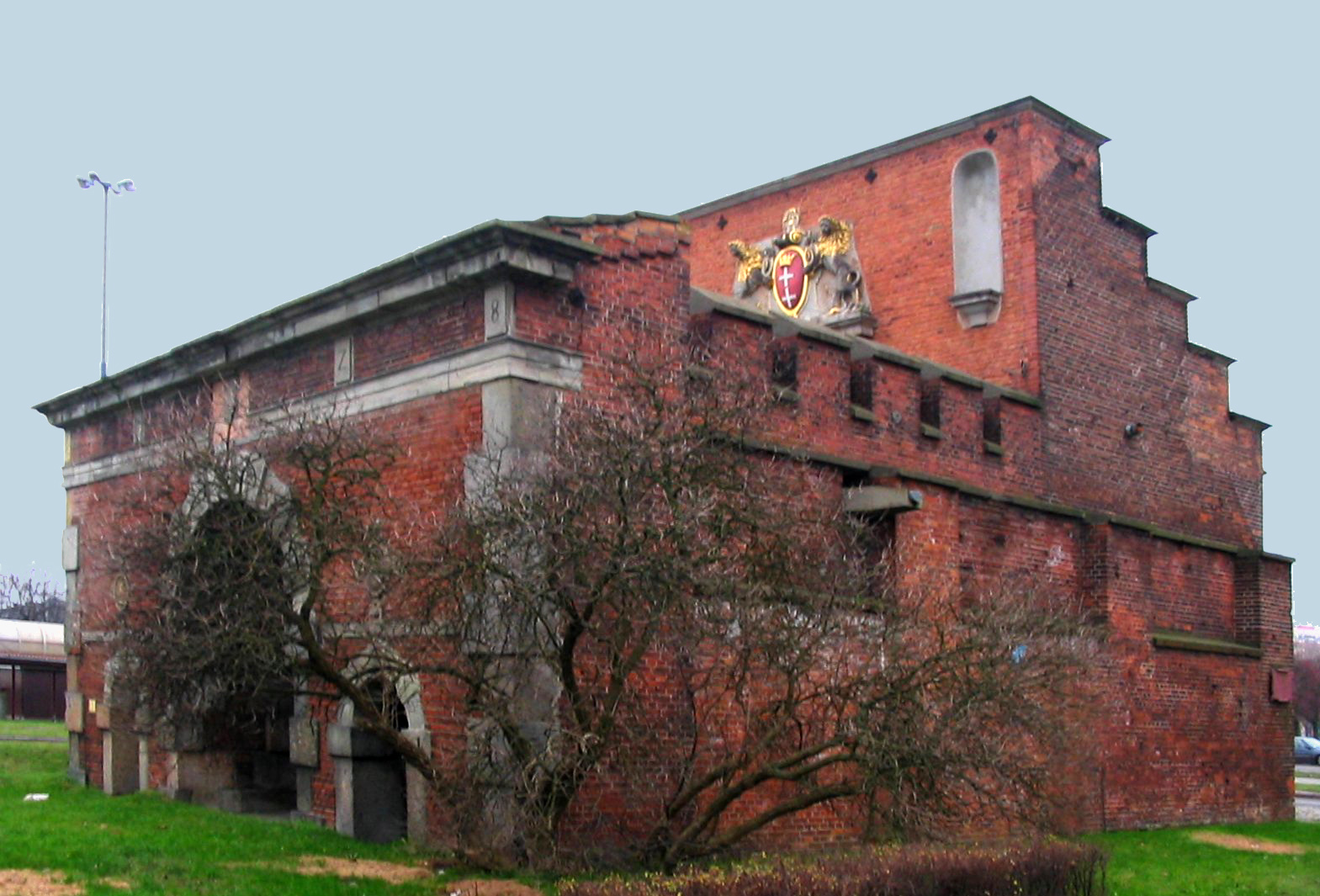
côté nord
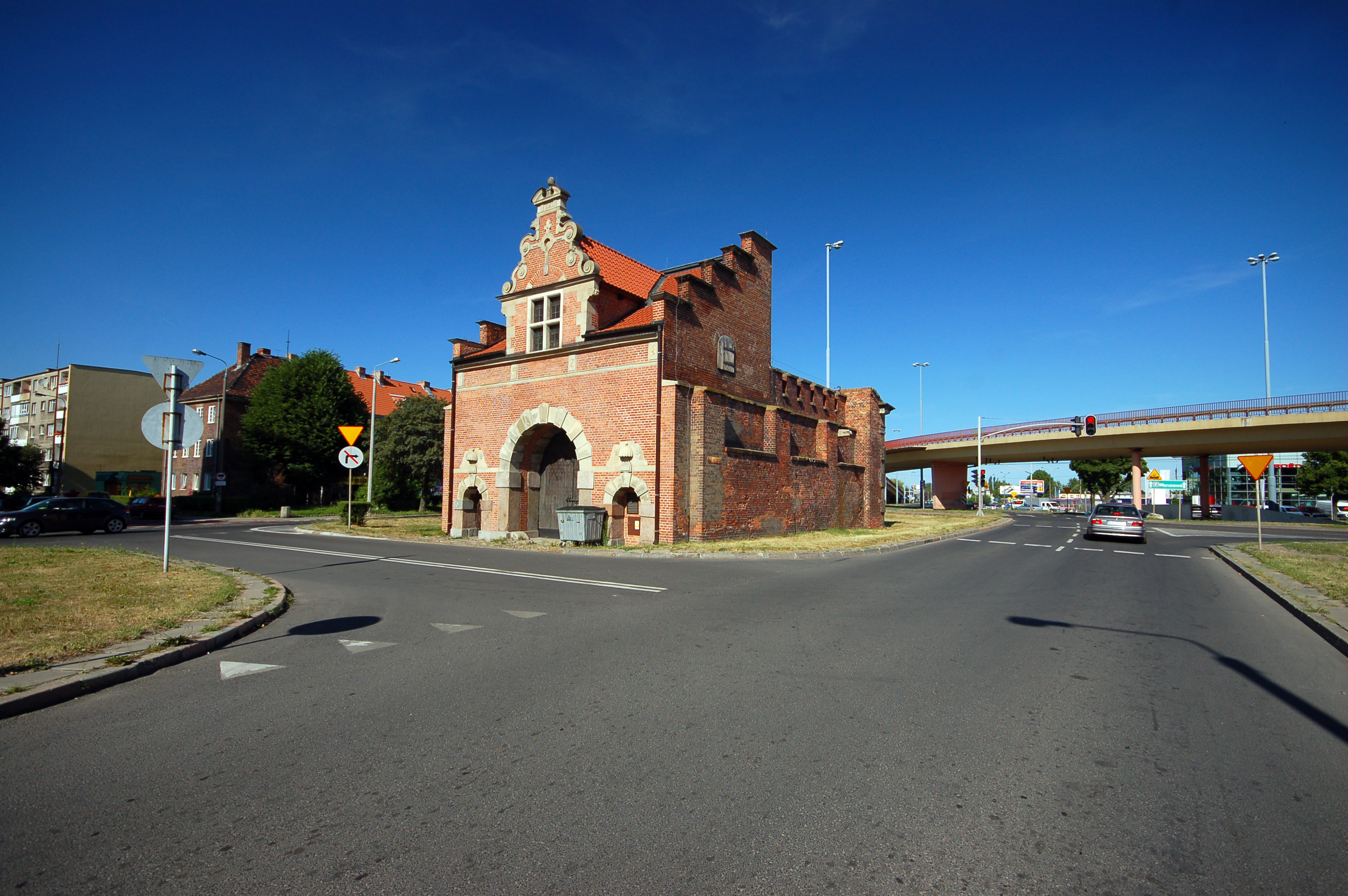
Emplacement de la porte dans la rue